# Eulithidium pterocladicum
Eulithidium pterocladicum is een slakkensoort uit de familie van de Phasianellidae. De wetenschappelijke naam van de soort is voor het eerst geldig gepubliceerd in 1958 door Robertson.